# Abdon Demarneffe
Abdon Joseph Maximilien Demarneffe ou de Marneffe, né le 17 novembre 1906 à Saint-Trond et y décédé le 20 février 1992 fut un homme politique belge, membre du CVP.
Demarneffe fut licencié en sciences commerciales et financières (UFSIA); industriel; administrateur de sociétés; exploitant agricole.

## Sources
- Bio sur ODIS